# Dalachów
Dalachów – wieś w Polsce, położona w województwie opolskim, w powiecie oleskim, w gminie Rudniki.
W latach 1954–1961 wieś należała i była siedzibą władz gromady Dalachów, po jej zniesieniu w gromadzie Rudniki. W latach 1975–1998 miejscowość położona była w województwie częstochowskim.

## Integralne części wsi
| SIMC    | Nazwa   | Rodzaj    |
| ------- | ------- | --------- |
| 0998719 | Kurków  | część wsi |
| 0144785 | Rogatki | część wsi |

## Historia
Pierwsze wzmianki pisane o Dalachowie znajdujemy w pochodzącym z 1880 r. "Słowniku geograficznym Królestwa Polskiego i innych krajów słowiańskich". Dalachów miał wtedy 83 domy, 460 mieszkańców, 28 i pół włók roli.
Osada została również oznaczona na Topograficznej Karcie Królestwa Polskiego (zwanej potocznie Mapą Kwatermistrzostwa) z 1843 r.

## Szkoła podstawowa
Pierwsza szkoła podstawowa powstała w 1919 r. w tym samym miejscu co obecna. W 1921 r. rozpoczęto budowę szkoły, którą oddano do użytku w 1922 r. Po zniszczeniach z okresu II wojny światowej szkołę wyremontowano, a później kilkakrotnie rozbudowywano (po raz ostatni w 1998). W 2001 r. oddano do użytku salę gimnastyczną przy SP w Dalachowie. 19 czerwca 2004 r. Publicznej Szkole Podstawowej w Dalachowie nadano imię Jana Pawła II.

## Powstanie jednostki Ochotniczej Straży Pożarnej
Jednostka Ochotniczej Straży Pożarnej powstała w Dalachowie w 1923 r. Jest to jednostka gaśnicza typu S-1 posiadająca na wyposażeniu 1 samochód GBA 2,5/16+8 MERCEDES 1317 oraz samochód osobowy Opel Astra II

## Powstanie parafii
Parafia Matki Bożej Nieustającej Pomocy w Dalachowie została powołana do istnienia 11 kwietnia 1985 r. poprzez wydzielenie z parafii św. Mikołaja w Rudnikach obszaru obejmującego wsie Dalachów, Janinów i Odcinek.
Kościół Matki Bożej Nieustającej Pomocy w Dalachowie zaprojektowany przez mgr inż. arch. B. Specylka poświęcił 10 listopada 1984 r. biskup Miłosław Kołodziejczyk, a uroczystej konsekracji 21 stycznia 1989 r. dokonał biskup częstochowski Stanisław Nowak.

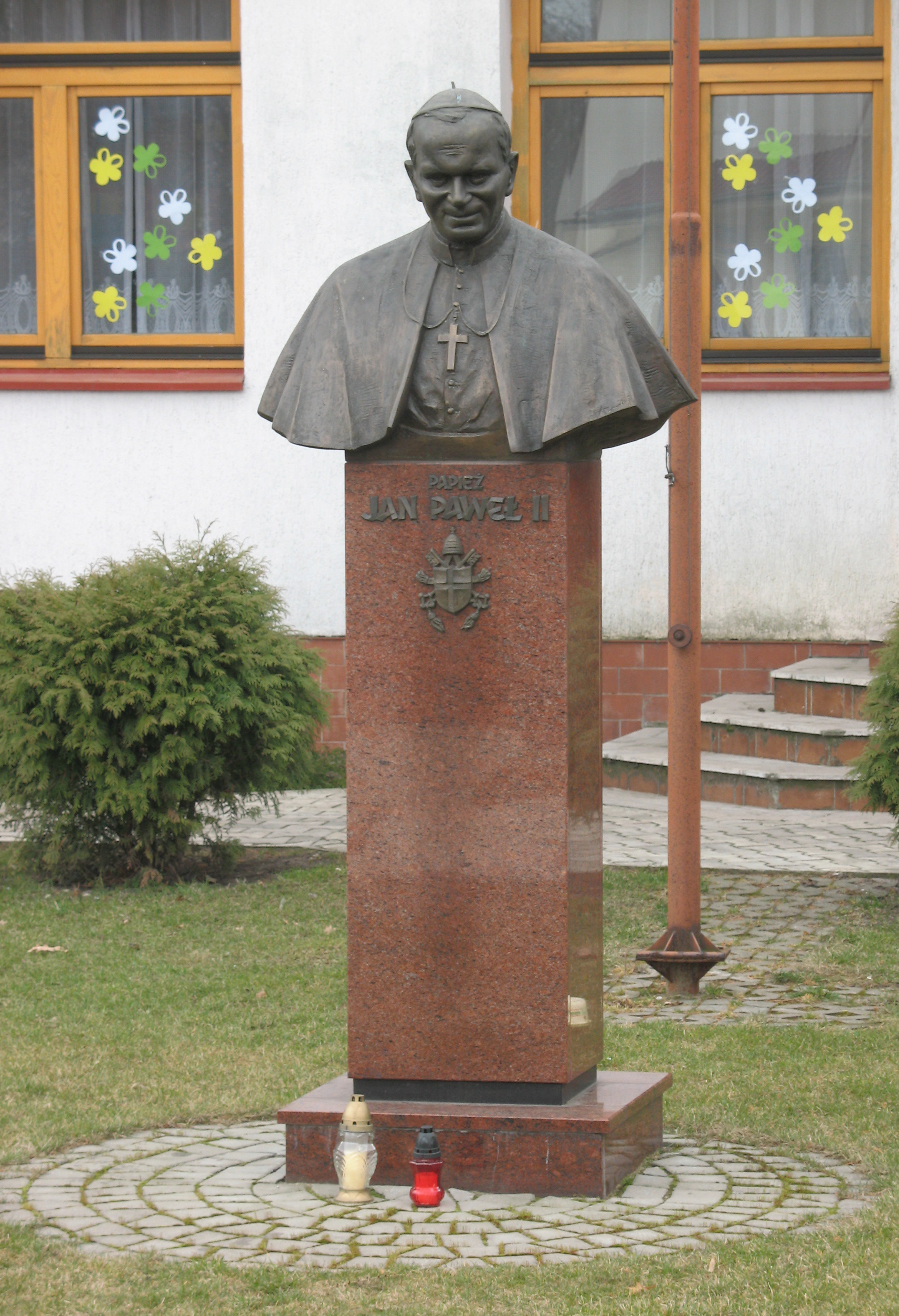
Pomnik Jana Pawła II na dziedzińcu szkoły
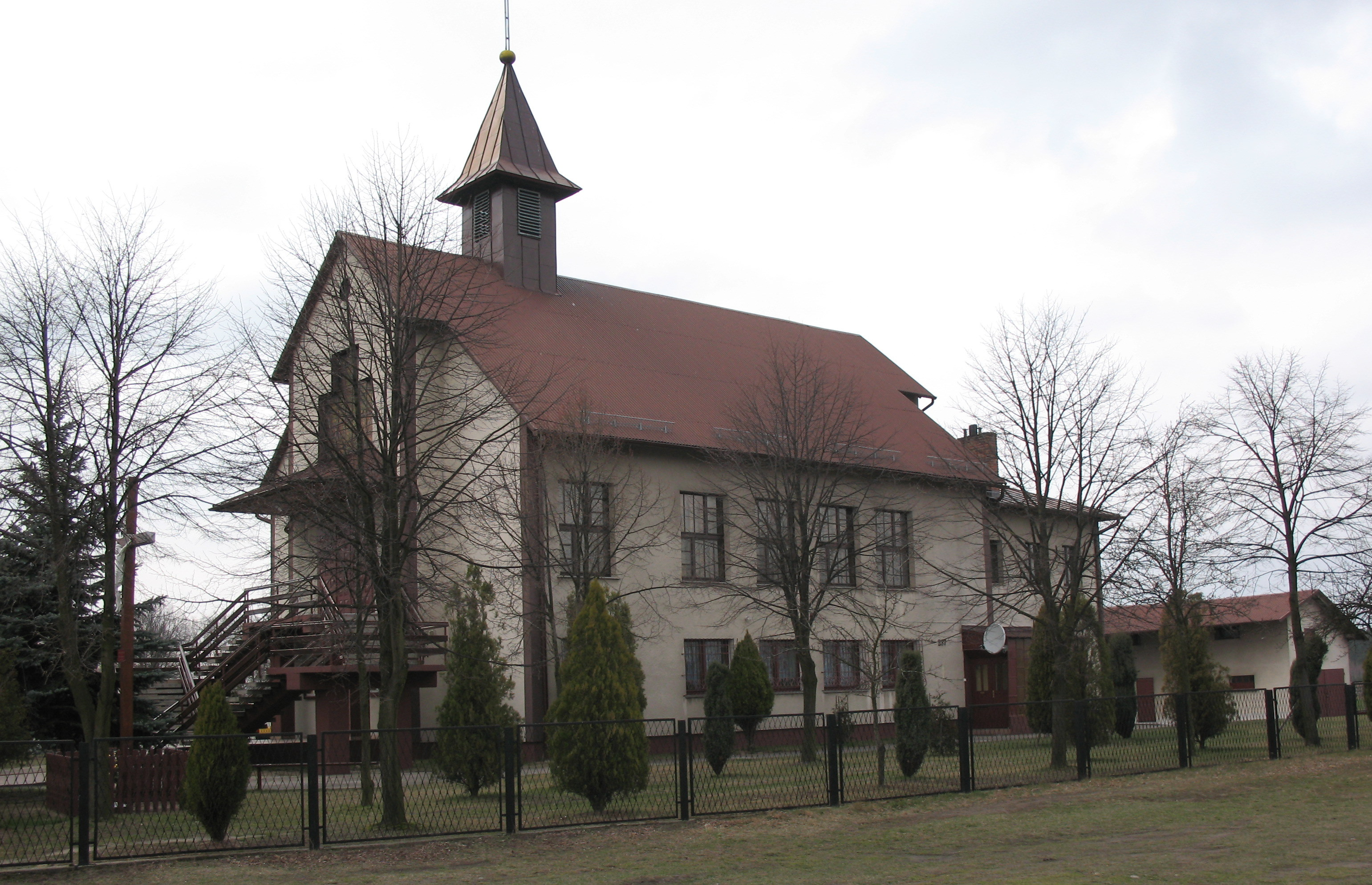
Kościół NMP Nieustającej Pomocy w Dalachowie

## Oświata
- Publiczne Przedszkole w Dalachowie
- Publiczna Szkoła Podstawowa im. Jana Pawła II w Dalachowie

## Sport

### Piłka nożna
Początki zorganizowanego sportu w Dalachowie sięgają lat 70. XX wieku. Powstał wówczas klub piłki nożnej LZS Dalachów. Początkowo zespół rozgrywał swoje mecze na boisku w Ganie i występował w klasach C i B podokręgu Olesno. Od połowy lat 80. XX wieku mecze rozgrywano na boisku w Dalachowie. Największe sukcesy drużyna zaczęła odnosić w latach 90. XX wieku, kiedy to po raz pierwszy w roku 1994 awansowała do klasy A, a rok później do częstochowskiej ligi okręgowej. Rok później spadła jednak do klasy A by ponownie awansować do opolskiej ligi okręgowej. Drużyna zakończyła działalność po sezonie 2001/2002.

### Tenis stołowy
W latach 90. XX wieku przy Publicznej Szkole Podstawowej w Dalachowie powstał klub tenisa stołowego występujący pod nazwą UKS Dalachów. Zawodnicy tego klubu występują II lidze kobiet oraz IV lidze mężczyzn Opolskiego Okręgowego Związku Tenisa Stołowego.

## Komunikacja
- Droga krajowa 43 Wieluń – Rudniki – Kłobuck – Częstochowa.
- Linia kolejowa nr 181 (Oleśnica – Kępno – Wieluń Dąbrowa – Herby Nowe) z oddaloną o ok. 2,5 km stacją kolejową Janinów.